# حوزه انتخابیه جیرفت و عنبرآباد
حوزه‌ی انتخاباتی جیرفت و عنبرآباد یکی از حوزه‌های استان کرمان برای انتخابات مجلس شورای اسلامی است. این حوزه به مرکزیت جیرفت و عنبرآباد، ۱ نماینده دارد. پس از انقلاب اسلامی ایران تا کنون ۹ نفر طی ۱۲ دوره به نمایندگی از این حوزه به مجلس شورای اسلامی راه یافته‌اند.

## فهرست نمایندگان
- عباس ابوسعیدی منوچهری (دوره‌ی اول)
- اسحاق جهانگیری (دوره‌ی دوم)
- اسحاق جهانگیری (دوره‌ی سوم)
- علی زادسر (دوره‌ی چهارم)
- علی زادسر (دوره‌ی پنجم)
- محمد فرخی (دوره‌ی ششم)
- علی زادسر (دوره‌ی هفتم)
- علی اسلامی‌پناه (دوره‌ی هشتم)
- فرج‌الله عارفی (دوره‌ی نهم)
- یحیی کمالی‌پور (دوره‌ی دهم)
- ذبیح‌الله اعظمی ساردویی (دوره‌ی یازدهم)
- بهنام سعیدی (دوره‌ی دوازدهم)

## پی‌نوشت و منبع
- «جدول حوزه‌های انتخابیه در انتخابات دهمین دورهٔ مجلس شورای اسلامی» (PDF). مرکز پژوهش و سنجش افکار صدا و سیما. بایگانی‌شده از اصلی (PDF) در ۵ اکتبر ۲۰۱۸. دریافت‌شده در ۲۶ ژوئیه ۲۰۱۶.